# Прапор Броварського району
Пра́пор Броварсько́го райо́ну затверджено сесією районної ради XXIII скликання 20 жовтня 1998 року.

## Опис
Прапор являє собою прямокутне полотнище блакитного кольору з двома срібними боковими вертикальними хвилястими лініями, що символізують річки краю: Десну і Трубіж. У центральній частині Прапора розміщене зображення золотого коня, золотих воріт та срібної брами з трьома золотими вежами в пропорціях, що характерні для герба району.